# Larryleachia
Larryleachia là chi thực vật có hoa trong họ Apocynaceae.
Chi này phân bố trong khu vực từ Namibia qua Botswana tới Nam Phi.
Nghiên cứu phát sinh chủng loài chỉ ra rằng chi này là đơn ngành và có quan hệ họ hàng gần nhất với Richtersveldtia và Notechidnopsis trong nhóm stapeliads. Có quan hệ họ hàng xa hơn một chút là nhánh chị em, bao gồm các chi Lavrania và Hoodia.

## Các loài
- Larryleachia cactiformis (Hook.) Plowes, 1996
  - Larryleachia cactiformis var. cactiformis
  - Larryleachia cactiformis var. felina (D.T.Cole) Bruyns, 2005
- Larryleachia marlothii (N.E.Br.) Plowes, 1996
- Larryleachia perlata (Dinter) Plowes, 1996
- Larryleachia picta (N.E.Br.) Plowes, 1996
- Larryleachia sociarum (A.C.White & B.Sloane) Plowes, 1996
- Larryleachia tirasmontana (Plowes) Plowes, 1996

## Hình ảnh

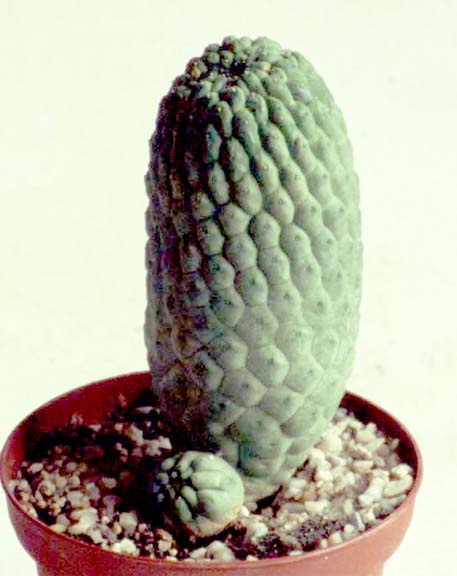
Larryleachia cactiformis
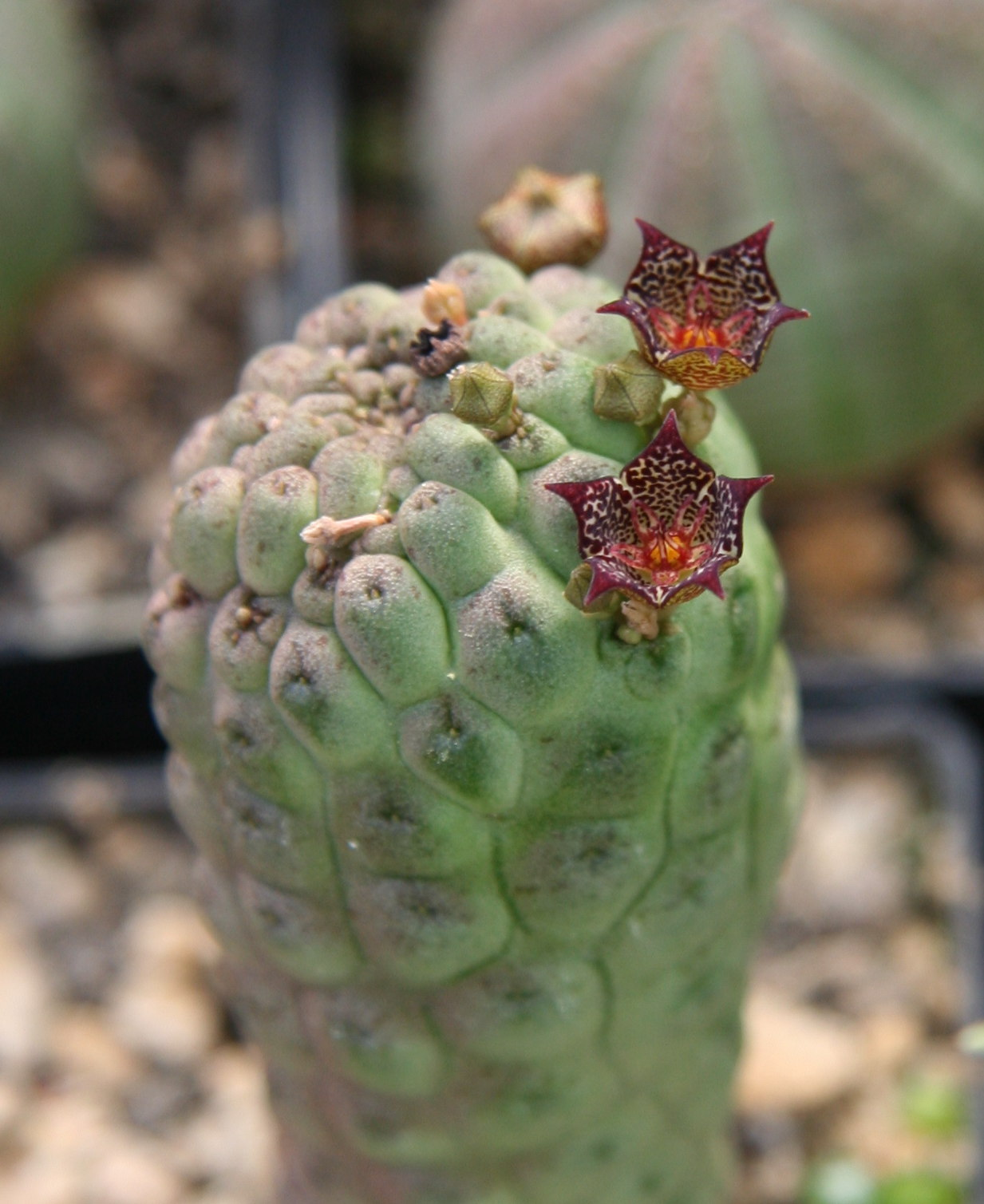
Larryleachia marlothii
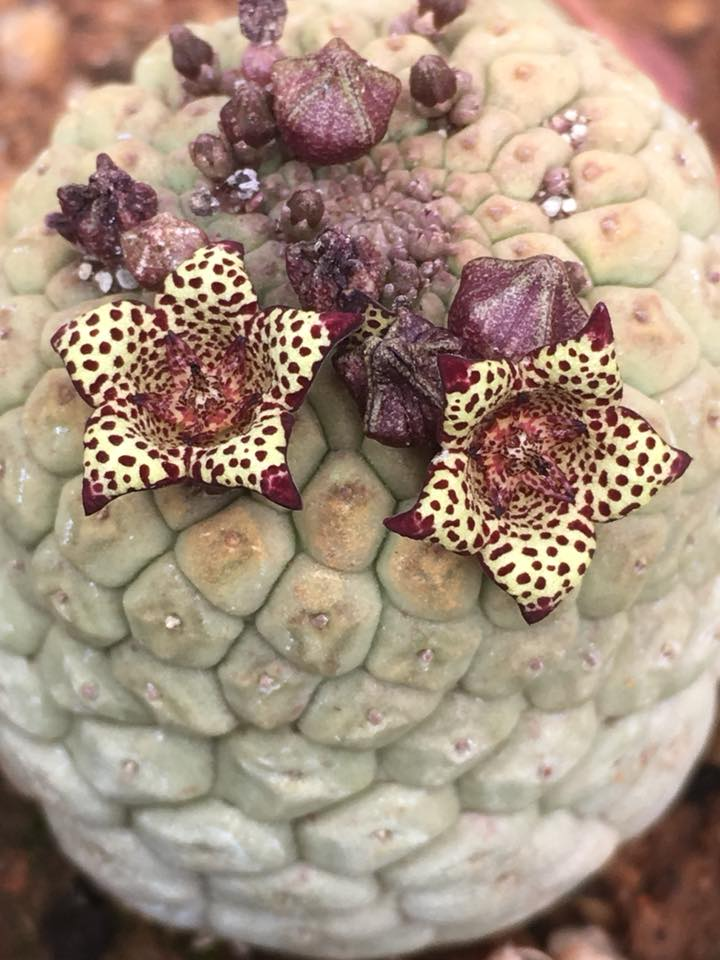
Larryleachia picta